# ميتسوبيشي ا6م
الميتسوبيشي ا6م زيرو سان (بالإنجليزية: Mitsubishi A6M "Zero-Sen)‏ هذه الطائرة المقاتلة اليابانية الأشهر، فقد استعملت بكثرة في حروب المحيط الهادئ.

## المواصفات
- المحرك: ناكاجسما"ساكاي"(Nakajima "Sakae") بقوة 1020 حصان.
- الطول: 9 م.
- المساحة المغطاة:11 م.
- الوزن العام:2610 كغ.
- السرعة القصوى:544 كلم/سا.
- التسليح: مدفعان صغيران من نوع تيبو 99(TIPO 99)ب 20 ملم في الأجنحة، ورشاشان متطابقان من نوع تيبو 97 ب 7.7 ملم في الأمام.